# Lluís Puig i Savall
Lluís Puig i Savall   (Manresa, 1840 - Barcelona, 1883) va ser un mestre, llicenciat en dret, publicista i reformador social.
Amb vint anys, el 1860, guanyà per oposició la direcció de les escoles de Sant Andreu de Palomar i després es feu càrrec d'una altra a Barcelona. Tot sembla indicar que exercí a Palma on es dedicà a l'educació d'adults ja que publicà un Mètodo de organizar en la capital de las Baleares escuelas gratuitas de adultos, publicat a Barcelona el 1865, memòria que va ser premiada un any abans per l'Ateneu Balear. Amb aquest mètode i organització pretenia evitar el desencís i l'avorriment que presidien les escoles nocturnes per adults. Una peça important, dins el pensament de Puig i Savall, per a la promoció personal i social dels obrers.
Una altra de les facetes remarcables de Puig i Savall és l'anàlisi sociològic, econòmic i educatiu que realitza, des d'un punt de vista cristià, de la conflictivitat laboral i social entre patrons i obrers. Un posicionament molt diferent de l'integrisme i l'antiliberalisme que mantenien els sectors majoritaris del catolicisme. Els plantejaments de Puig i Savall, malgrat la seva timidesa i paternalisme, representaven una primerenca forma d'encarar la problemàtica de la pobresa obrera ben diferents de la jerarquia eclesiàstica del moment, molt anterior a la presa de posició que representà la Rerum Novarum del 1891.
Era membre de la Societat Econòmica Barcelonesa d'Amics del País i de la Societat d'Amics de la Instrucció. També fou regidor de l'Ajuntament de Barcelona de 1879 a 1881
A mes de treballs sobre la problemàtica social, publicà llibres escolars que tingueren una notable difusió com és el cas de El pensil de la niñez escrita amb Julián López Catalan (1866).

## Obres
- Método de organizar en la capital de las Baleares escuelas gratuitas para adultos (1865).
- Cartilla de Economía Política (1864)
- Memoria señalando las causas que pueden contribuir a la relajación de los vínculos de la familia en la clase obrera (1866).
- La verdad en la cuestión entre fabricantes y operarios (Barcelona, 1870.
- Influencia de la unidad religiosa en la historia nacional (1872).
- La ciencia del trabajo o Historia de una familia obrera (Barcelona,1882).
- Medios para evitar la lucha entre el capital y el trabajo (1882)
- Medis per a millorar la condició social dels obrers, precedits d'una refutació dels errors comunistes i socialistes (1883)